# Venezuela en los Juegos Olímpicos de Tokio 1964
Venezuela estuvo representada en los Juegos Olímpicos de Tokio 1964 por un total de 16 deportistas, 15 hombres y una mujer, que compitieron en 5 deportes.
El portador de la bandera en la ceremonia de apertura fue el nadador Teodoro Capriles. El equipo olímpico venezolano no obtuvo ninguna medalla en estos Juegos.

## Diplomas olímpicos
| Puesto | Nombre                                                       | Deporte   | Evento                      |
| ------ | ------------------------------------------------------------ | --------- | --------------------------- |
| 6      | Arquímedes Herrera Lloyd Murad Rafael Romero Hortensio Fucil | Atletismo | 4 × 100 m relevos masculino |

## Deportes

### Atletismo

#### Eventos de Pista
| Atletas                                                      | Evento                      | Eliminatoria | Eliminatoria | Cuarto de final | Cuarto de final | Semifinal | Semifinal | Final     | Final     |           |           |
| ------------------------------------------------------------ | --------------------------- | ------------ | ------------ | --------------- | --------------- | --------- | --------- | --------- | --------- | --------- | --------- |
| Atletas                                                      | Evento                      | Tiempo       | Lugar        | Tiempo          | Lugar           | Tiempo    | Lugar     | Tiempo    | Lugar     |           |           |
| Lloyd Murad                                                  | 100 m libre masculino       | 10.8         | 3 h5Q        | 10.7            | 8 h3            | No avanzó | No avanzó | No avanzó | No avanzó |           |           |
| Arquímedes Herrera                                           | 100 m libre masculino       | 10.5         | 2 h7Q        | 10.4            | 2 h4Q           | 10.4      | 7 h1      | No avanzó | No avanzó |           |           |
| Arquímedes Herrera                                           | 200 m libre masculino       | 21.3         | 2 h2         | 21.2            | 2 h4            | 21.0      | 6 h1      | No avanzó | No avanzó |           |           |
| Hortensio Fucil                                              | 400 m libre masculino       | 47:9         | 5 h7         | No avanzó       | No avanzó       | No avanzó | No avanzó | No avanzó | No avanzó |           |           |
| Víctor Maldonado                                             | 400 m libre masculino       | 47:7         | 7 h4         | No avanzó       | No avanzó       | No avanzó | No avanzó | No avanzó | No avanzó |           |           |
| Víctor Maldonado                                             | 400 m vallas                | 51:6         | 2 h4         | —               | —               | 51:1      | 7 h2      | No avanzó | No avanzó | No avanzó | No avanzó |
| Arquímedes Herrera Lloyd Murad Rafael Romero Hortensio Fucil | 4 × 100 m relevos masculino | 40.1         | 2 h2 Q       | —               | —               | 39.6      | 3 h2 Q    | 39.5      | 6         |           |           |

#### Combinado
Decatlón
| Héctor Thomas | Decatlón | 10,7              | 879               | 700 cm               | 820                  | 12,42 m           | 627               | 175 cm                  | 634                     | 51,4        | 744         | 5043 después de 7 eventos | -- |
| Héctor Thomas | Decatlón | 110 metros vallas | 110 metros vallas | Lanzamiento de disco | Lanzamiento de disco | Salto con pértiga | Salto con pértiga | Lanzamiento de jabalina | Lanzamiento de jabalina | 1500 m      | 1500 m      | 5043 después de 7 eventos | -- |
| Héctor Thomas | Decatlón | Tiempo            | Puntos            | Longitud/Altura      | Puntos               | Longitud/Altura   | Puntos            | Longitud/Altura         | Puntos                  | Tiempo      | Puntos      | 5043 después de 7 eventos | -- |
| Héctor Thomas | Decatlón | 16,7              | 685               | 38,43 m              | 654                  | No Finalizó       | No Finalizó       | No Finalizó             | No Finalizó             | No Finalizó | No Finalizó | 5043 después de 7 eventos | -- |

### Judo
Los 25 competidores fueron divididos en 7 pools de 3 y 1 de 4, Jorge Lugo compitió en el pool H perdiendo los 2 encuentros.
Pool H
| Puesto | Judoca               | Resultado | Clasif. |
| ------ | -------------------- | --------- | ------- |
| 1      | Isao Okano (JPN)     | 2-0       | Q       |
| 2      | Fernando Matos (POR) | 1-1       |         |
| 3      | Jorge Lugo (VEN)     | 0-2       |         |

### Natación
| Atleta               | Evento                             | Preliminares | Preliminares | Final     | Final     |
| Atleta               | Evento                             | Tiempo       | Posición     | Tiempo    | Posición  |
| -------------------- | ---------------------------------- | ------------ | ------------ | --------- | --------- |
| Téodoro Capriles     | 100 metros estilo libre Masculino  | 57.2         | 6 h2         | No avanzó | No avanzó |
| Téodoro Capriles     | 400 metros estilo libre Masculino  | 4:44,5       | 6 h5         | No avanzó | No avanzó |
| Anneliese Rockenbach | 100 metros estilo libre Femenino   | 1:04.3       | 3 h2         | No avanzó | No avanzó |
| Anneliese Rockenbach | 100 metros estilo espalda Femenino | 1:14.1       | 7 h3         | No avanzó | No avanzó |

### Tiro
| Atleta                | Evento                                   | Final  | Final  |
| Atleta                | Evento                                   | Puntos | Puesto |
| --------------------- | ---------------------------------------- | ------ | ------ |
| José Antonio Chalbaud | Pistola rápida, 25 m masculino           | 565    | 40.    |
| Edgar Espinoza        | Pistola libre 50 m masculino             | 532    | 28.    |
| Enrico Forcella       | Rifle en posición tendido 50 m masculino | 591    | 15.    |
| Agustín Rangel        | Rifle en posición tendido 50 m masculino | 580    | 57.    |

### Vela
| Atleta                                 | Evento | Carrera | Carrera | Carrera | Carrera | Carrera | Carrera | Carrera | Carrera | Carrera | Carrera | Carrera | Carrera | Carrera | Carrera | Puntos | Total | Posición Final |
| Atleta                                 | Evento | I       | I       | II      | II      | III     | III     | IV      | IV      | V       | V       | VI      | VI      | VII     | VII     | Puntos | Total | Posición Final |
| Atleta                                 | Evento | Pos     | Pts     | Pos     | Pts     | Pos     | Pts     | Pos     | Pts     | Pos     | Pts     | Pos     | Pts     | Pos     | Pts     | Puntos | Total | Posición Final |
| -------------------------------------- | ------ | ------- | ------- | ------- | ------- | ------- | ------- | ------- | ------- | ------- | ------- | ------- | ------- | ------- | ------- | ------ | ----- | -------------- |
| Karsten Boysen Halblaub                | Finn   | 29      | 157     | 28      | 172     | 22      | 277     | 29      | 157     | DNF     | 101     | 24      | 239     | 27      | 188     | 1291   | 1190  | 29             |
| Daniel Camejo Octavio Juan Feld Szanto | Star   | 16      | 127     | 13      | 218     | 8       | 428     | 14      | 185     | 14      | 185     | 15      | 155     | 14      | 185     | 1483   | 1356  | 16             |